# 5-ös busz (Dunaújváros)
A dunaújvárosi 5-ös jelzésű autóbusz a Kertváros - Szórád Márton út - Autóbusz-állomás - Római körút - Újtelep - Béke körút - Volán-telep útvonalon közlekedik. A járatot a Volánbusz üzemelteti.

## Közlekedése
Mindennap egy járat indul 2 óra 51 perckor.

## Útvonala
| Kertváros → Szórád Márton út → Autóbusz-állomás → Római körút → Újtelep → Béke körút → Volán-telep |
| --- |
| Kertváros – Dózsa György út – Bocskai István utca – Bercsényi Miklós utca – Szórád Márton út – Építők útja – Vasmű út – Apáczai Csere János út – Martinovics Ignác utca – Római körút – Apáczai Csere János út – Aranyvölgyi út – Magyar út – Petőfi Sándor utca – Venyimi út – Újtelep – Venyimi út – Aranyvölgyi út – Szilágyi Erzsébet út – Béke körút – Baracsi út – Dózsa György út – Kandó Kálmán tér – Vasútállomás – Kandó Kálmán tér – Budai Nagy Antal út – Volán-telep |

## Megállóhelyei
| 0  | Kertváros                    |  | Százszorszép Óvoda, Lorántffy Zsuzsanna Szakközépiskola és Szakiskola |
| 2  | Bocskai utca                 |  | Dunaújvárosi Egyetem Semmelweis Kollégium, Kádár-völgyi Sportcentrum |
| 4  | Szilágyi Erzsébet Iskola     |  | Dunaújvárosi SZC Hild József Szakgimnáziuma, Szakközépiskolája és Szakiskolája, Aprók Háza Tagóvoda, Szilágyi Erzsébet Általános Iskola és Szakiskola                                                                                           |
| 6  | Szórád Márton út 44.         |  | Dózsa György Általános Iskola, Margaréta Tagóvoda, Krisztus Király templom, Bánki Donát Gimnázium és Szakközépiskola |
| 7  | Szórád Márton út 20.         |  | Dunaújváros Áruház, Dunaújvárosi Egyetem, Széchenyi István Gimnázium és Kollégium, Dunaújvárosi SZC Kereskedelmi és Vendéglátóipari Szakgimnáziuma és Szakközépiskolája, Csillagvirág Óvoda                                                     |
| 9  | Autóbusz-állomás             |  | Helyközi autóbusz-állomás, Fabó Éva Sportuszoda, Aquantis Wellness- és Gyógyászati Központ, Vásárcsarnok, Dunaújvárosi Egyetem, Vasvári Pál Általános Iskola                                                                                    |
| 11 | Ady Endre utca               |  | Dunaújvárosi Víz-, Csatorna- Hőszolgáltató Kft., Stadion |
| 12 | Dózsa Mozi                   |  | Városháza, Kormányablak, Szent Pantaleon Kórház, Rendelőintézet, Intercisa Múzeum, Dózsa Mozicentrum, Móricz Zsigmond Általános Iskola, Nemzeti Adó- és Vámhivatal                                                                              |
| 14 | Liszt Ferenc kert            |  | József Attila Könyvtár, Munkásművelődési Központ, Dunaferr Szakközép- és Szakiskola Villamos Tagiskola, Petőfi Sándor Általános Iskola |
| 16 | Közgazdasági Szakközépiskola |  | Gárdonyi Géza Általános Iskola, Dunaújvárosi SZC Rudas Közgazdasági Szakgimnáziuma és Kollégiuma, Intercisa, római kori katonaváros, kőtár és romkert, Móra Ferenc Általános Iskola és Egységes Gyógypedgógiai Módszertani Intézmény, Víztorony |
| 17 | Domanovszky tér              |  | Móra Ferenc Általános Iskola és Egységes Gyógypedgógiai Módszertani Intézmény |
| 19 | Baracsi út                   |  | Móra Ferenc Általános Iskola és Egységes Gyógypedgógiai Módszertani Intézmény, Rendőrkapitányság, Park Center |
| 20 | Magyar utca                  |  | Mondbach-kúria és gőzmalom, Katica Óvoda |
| 21 | Nagyvenyimi elágazás         |  | TESCO Áruház, OBI, Baptista templom |
| 22 | Jókai utca                   |  | |
| 23 | Újtelep                      |  | |
| 24 | Jókai utca                   |  | |
| 25 | Szilágyi Erzsébet út 5.      |  | |
| 26 | PROFI Üzletház               |  | Arany János Általános Iskola, Napsugár Óvoda |
| 28 | Béke körút                   |  | INTERSPAR Áruház, Bóbita Óvoda, Százszorszép Óvoda, Lorántffy Zsuzsanna Szakközépiskola és Szakiskola |
| 29 | Vasútállomás                 |  | Dunaújváros |
| 31 | VOLÁN telep                  |  | KNYKK Zrt. |